# Падобранство
Падобранство је релативно новији спорт који подразумева искакање из авиона, балона или хеликоптера и приземљење помоћу падобрана.

## Историја
Прве писане трагове о покушају да се изради направа којом би човек могао безбедно да скочи са великих висина и остане неповређен, оставио нам је славни италијански ренесансни сликар, вајар и научник Леонардо да Винчи. Он је први научно приступио истраживању проблема летења, па многи сматрају да историја ваздухопловства почиње његовом појавом. 
Прва слика падобранца под називом „Homo Volans“ (летећи човек) појавила се у књизи „Machinae novae“ (Нове  машина) Фауста Вранчића у другој половини 16. века. На слици је приказан човек који скаче са високог торња, и испод ње пише: „Ако се узме четвртасто једро, па се разапне између четири једнаке праћке са конопцима на угловима, па се за њих веже човек, моћи ће без икакве опасности скочити са торња или било ког другог узвишеног места и спустити се доле, иако нема ветра. Сав замах који производи човек у паду, изазваће ветар који ће задржати једро да се не сруши, него да пада полако. Потребно је да се величина једра прилагоди тежини човека.“
Други значајан пионир данашњег падобранства је француски физичар Ленорманд Себастиан који је 26. новембра 1783. године својим падобраном тврде конструкције у облику купе успешно извео скок са торња висине 20 метара. У брошури која је штампана исте године, он је тој справи дао име „парашут“, што је кованица од грчке речи „пара“-против и француске речи „шуте“-падање (против падања). Тај назив је усвојен и користи се и данас.
За првог падобранца у свету сматра се Андре Жак Гарнерин, који је први скок извео скочивши из балона изнад Париза, 22. октобра 1797. године, са висине од 700 метара. Првом женом падобранком се сматра његова супруга Жан Геневијев Лаборс, која га је пратила. Међутим, прва жена професионални падобранац је била Кети Паулус, која је 1890. године изводила скокове.
Први Југословен који је скочио на тлу Југославије био је потпоручник Драгутин Долански и то 2. септембра 1926.године на аеродрому у Новом Саду. Скок је изведен падобраном типа „Бланшар“ са висине од 650 метара из авиона типа „Анрио“. Између два светска рата у Југославији су извођени појединачни и групни скокови, на ваздухопловним манифестацијама у Скопљу, Загребу и Сарајеву. На једном од значајнијих наступа падобранаца из 1938.године, приликом групног скока 10 падобранаца, скочила је и прва жена падобранац у нашој земљи – Катарина Матановић. Падобранску прекретницу у нашој земљи представља и изградња падобранске куле високе 74 метра, тада највеће на свету, која је изграђена на старом београдском сајмишту. Само током те године са ње су изведена 3164 скока падобраном.
Прво државно падобранско првенство је одржано 1949. године. Прво Европско падобранско такмичење је одржано у Риму 1922. године. 16. – 21. јула 1951. године одржано је прво Светско падобранско првенство на Бледу, у организацији СФР Југославија. 